# Cristiana Girelli
Cristiana Girelli (* 23. April 1990 in Gavardo) ist eine italienische Fußballspielerin. Die Stürmerin spielt seit 2018 für Juventus Turin in der Serie A. Zuvor spielte sie für die ASD CF Bardolino und die ACF Brescia in der Serie A. In der wegen der COVID-19-Pandemie vorzeitig abgebrochenen Saison 2019/20 war sie mit 16 Toren Torschützenkönigin der Serie A.

## Karriere

### Vereine
Girelli konnte mit jedem ihrer drei Vereine die italienische Meisterschaft gewinnen und nahm regelmäßig an der UEFA Women’s Champions League teil, wo sie es bisher auf 31 Einsätze und zehn Tore brachte. Bestes Abschneiden war das Erreichen des Viertelfinales in der Saison 2015/16 mit Brescia, wo aber beide Spiele gegen den späteren Finalisten VfL Wolfsburg mit 0:3 verloren wurden. In der UEFA Women’s Champions League 2021/22 wurde sie in den vier Qualifikationsspielen und fünf Gruppenspielen eingesetzt, wobei sie acht Tore erzielte, davon vier in den Gruppenspielen.

### Nationalmannschaft

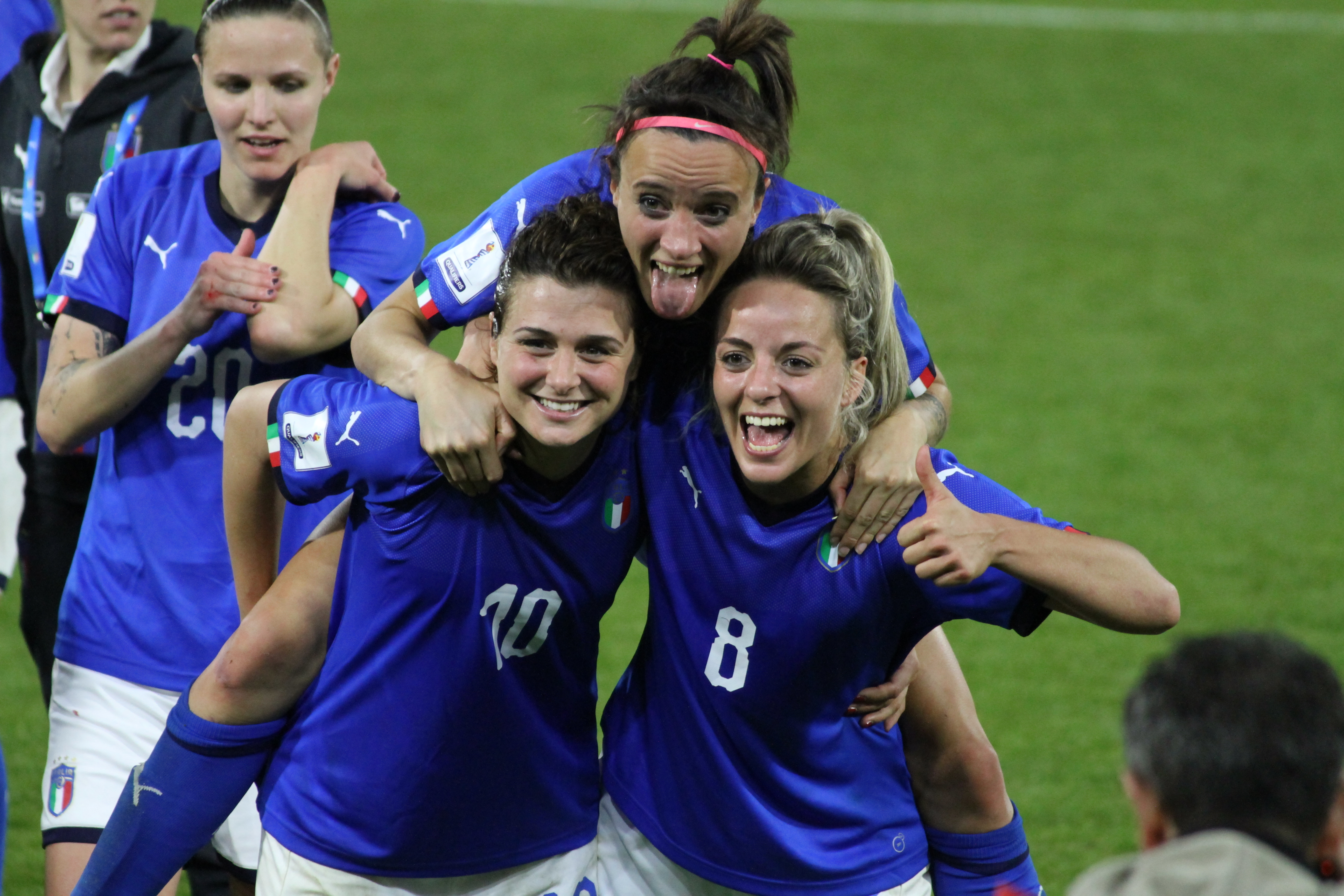
Girelli, Bonansea, Rosucci (2018)

Seit 2013 spielt sie in der A-Nationalmannschaft. Bei der EM 2013 kam sie in einem Spiel zum Einsatz, ihre Mannschaft schied im Viertelfinale gegen Titelverteidiger Deutschland aus. 
In der Qualifikation zur WM 2015 wurde sie elfmal eingesetzt, erzielte beim 11:0-Sieg gegen Mazedonien drei Tore und das einzige Tor beim 1:0-Sieg gegen Rumänien. Die Italienerinnen scheiterten letztlich in den Playoffs der vier besten Gruppenzweiten an den Niederländerinnen, die sich damit erstmals für eine WM-Endrunde qualifizierten.
In der Qualifikation zur EM 2017 wurde sie in fünf Spielen eingesetzt und war mit sechs Toren beste italienische Torschützin. Bei der EM-Endrunde erzielte sie den Siegtreffer beim 3:2-Sieg gegen Schweden. Da es der einzige Sieg der Italienerinnen war, schieden sie nach der Vorrunde aus.
In der Qualifikation zur WM 2019 war sie mit sieben Tore beste Torschützin der Italienerinnen und zusammen mit vier anderen Spielerinnen zweitbeste europäische Torschützin, darunter der 2:1-Siegtreffer im Spiel gegen Belgien. Bei der WM-Endrunde wurde sie in vier Spielen eingesetzt und erzielte beim 5:0-Sieg gegen WM-Neuling Jamaika die ersten drei Tore, schied mit ihrer Mannschaft aber im Viertelfinale gegen Europameister Niederlande aus, bei dem sie aber nicht eingesetzt wurde.
In den ersten sechs Spielen der Qualifikation für die WM 2023 wurde sie immer eingesetzt und ist mit sieben Toren beste Torschützin ihrer Mannschaft. Beim 5:0-Sieg am 30. November 2021 erzielte sie drei Tore und damit ihre Länderspieltore 50, 51 und 52.
Am 16. Februar 2023 bestritt sie beim Arnold Clark Cup gegen Belgien ihr 100. Länderspiel.
Bei der WM-Endrunde hatte sie nur zwei Kurzeinsätze und schied mit ihrer Mannschaft nach der Vorrunde aus. Da erstmals das Abschneiden bei der WM für die europäischen Teams nicht entscheidend für die Qualifikation zu den Olympischen Spielen 2024 war, hatten die Italienerinnen, die nicht qualifiziert gewesen wären, noch die Chance sich über die UEFA Women’s Nations League 2023/24 für die Spiele in Paris zu qualifizieren. Die Italienerinnen konnten zwar das letzte Spiel in Spanien gewinnen, durch Heimniederlagen gegen Schweden und Spanien verpassten sie aber als Gruppenzweite das Final Four Turnier, bei dem um zwei Olympiatickets gespielt wurde und verpassen damit die Olympischen Spiele. Girelli kam in vier der sechs Gruppenspiele zum Einsatz.
In der für die Italienerinnen erfolgreich verlaufenen Qualifikation für die EM 2025 hatte sie nur einen Kurzeinsatz im zweiten Spiel gegen Finnland.
Am 24. Juni 2025 wurde sie für den EM-Kader nominiert. Im Kader ist sie die älteste Spielerin und hat die meisten Länderspiele und -tore erzielt. Nur elf Spielerinnen in anderen Kadern sind älter als sie. Durch ihre beiden Treffer beim 2:1-Viertelfinalsieg gegen Norwegen gelang Italien erstmals seit 1997 der Einzug in ein EM-Halbfinale.

## Erfolge und Auszeichnungen
ASD CF Bardolino
- Italienische Meisterin: 2008/09

ACF Brescia
- Italienische Meisterin: 2014, 2016
- Italienische Pokalsiegerin: 2014/15, 2015/16,
- Italienische Supercupsiegerin: 2015, 2016, 2017, 2018

Juventus Turin
- Italienische Meisterin: 2018/19, 2019/20 (nach Abbruch), 2020/21, 2021/22, 2024/25
- Italienische Pokalsiegerin: 2018/19, 2021/22, 2022/23, 2024/25
- Italienische Supercupsiegerin: 2019, 2021, 2022, 2024
- Torschützenkönigin der Serie A: 2019/20 (nach Abbruch), 2020/21

Auszeichnungen
- Pallone Azzurro 2021
- Team des Jahres der Serie A: 2020, 2021
- Italiens Fußballerin des Jahres: 2020, 2021
- Aufnahme in die Hall of Fame des italienischen Fußballs[6]
- Beste Fußballerin der Serie A: 2020/21, 2024/25[7]
- Torschützenkönigin der Serie A: 2024/25 (19 Tore)